# Oud stadhuis van Deinze
Het oude stadhuis van Deinze is een neoclassicistisch gebouw gelegen aan de Markt in de Belgische stad Deinze. Het werd gebouwd tussen 1840 en 1843 naar een ontwerp van architect Angelus de Lancker en fungeerde tot 2016 als zetel van het stadsbestuur. Sindsdien staat het gebouw leeg en maakt het deel uit van een herontwikkelingsproject. Het gebouw is sinds 2010 een beschermd monument.

## Geschiedenis
In de middeleeuwen beschikte Deinze over een stadshal waarin het stadsbestuur, de rechtspraak en de marktactiviteit ondergebracht waren. Deze stadshal werd in 1792 door een brand verwoest. Gedurende de eerste helft van de 19e eeuw maakte Deinze gebruik van tijdelijke locaties, waaronder herbergen en particuliere woningen, voor de uitoefening van het stadsbestuur.
In 1839 werd besloten om een nieuw stadhuis te bouwen. De opdracht ging naar de Gentse architect Angelus de Lancker. De bouw begon in 1840 en het gebouw werd opgeleverd begin 1843. De oorspronkelijke plannen werden niet volledig uitgevoerd, onder andere vanwege budgettaire beperkingen. Zo bleef de receptiezaal onafgewerkt en werd de trap naar de bovenverdieping pas veel later toegevoegd. De benedenverdieping werd deels gebruikt als conciërgewoning en zelfs als café.
Het stadhuis was tot 2016 in gebruik als administratief centrum van Deinze. In dat jaar verhuisden de stadsdiensten naar het nieuwe gebouw De Leiespiegel, gelegen aan de oevers van de Leie. Sindsdien staat het oude stadhuis leeg.

## Architectuur
Het oude stadhuis is gebouwd in een neoclassicistische stijl met invloeden van het Pelagiaanse landhuistype. Het gebouw telt drie bouwlagen en vijf traveeën, met een symmetrische opbouw.
De gevel is bepleisterd en geverfd in lichtgrijs, met een arduinen onderbouw in rustica (bossage). Centraal in de voorgevel bevindt zich een licht risaliet dat bekroond wordt door een klassiek fronton en beklemtoond door kolossale Korinthische halfzuilen. De ramen op de bovenste verdieping zijn blind, en bovenaan zijn wapenschilden geschilderd. Het geheel straalt grandeur uit, passend bij de representatieve functie van het gebouw in de 19e eeuw.
In het interieur bevinden zich onder andere een raadzaal, ontvangstruimtes en kantoren, die door de jaren heen verschillende aanpassingen ondergingen.

## Erfgoedwaarde
Op 11 juni 2010 werd het gebouw officieel beschermd als monument, vanwege zijn historische, architecturale en stedenbouwkundige waarde. In juni 2023 werd het ook definitief vastgesteld als bouwkundig erfgoed in het kader van de Vlaamse inventaris voor onroerend erfgoed.
Het stadhuis wordt regelmatig opgenomen in erfgoedwandelingen en vormt een herkenningspunt in het historische centrum van Deinze.

## Herontwikkeling
In 2023 maakte de stad Deinze bekend dat het de omgeving van het oude stadhuis wil herontwikkelen. Projectontwikkelaar Van Roey Vastgoed kreeg de opdracht toegewezen om de site te herbestemmen. Het plan omvat:
- De renovatie van het oude stadhuis met het oog op een publieke functie.
- De aanleg van een publieke binnentuin.
- De bouw van circa 40 nieuwe appartementen.
- Ruimte voor handelszaken op het gelijkvloers.

De herontwikkeling heeft als doel de historische waarde van het gebouw te bewaren, terwijl de omgeving nieuw leven wordt ingeblazen. De werken staan gepland voor uitvoering vanaf 2025.

## Ligging
Het gebouw bevindt zich op het centrale marktplein van Deinze, Markt 21. Het is goed bereikbaar te voet, met de fiets en via openbaar vervoer. In de onmiddellijke omgeving bevinden zich horecazaken, winkels en het cultureel centrum.

## Galerij

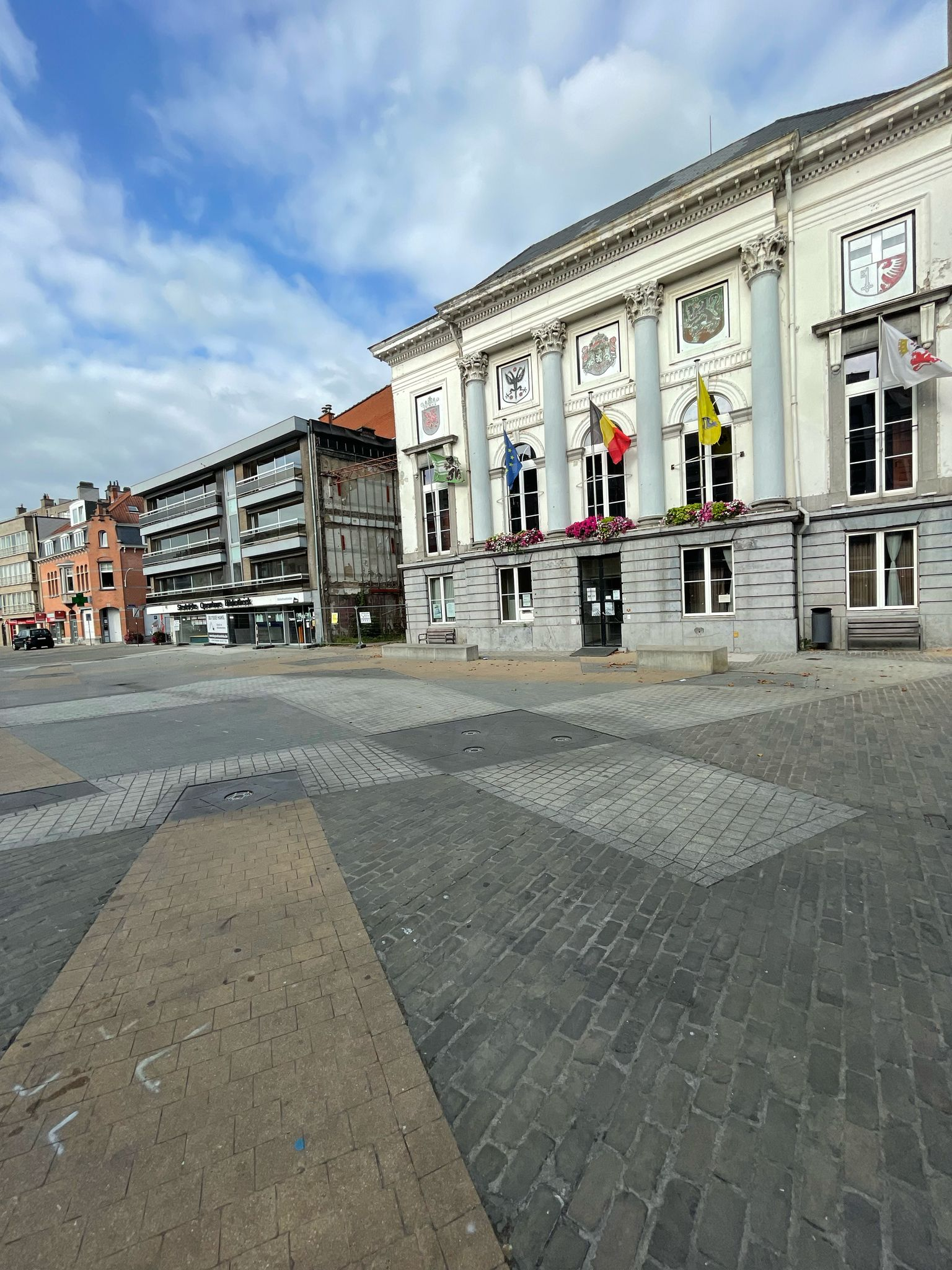
Het oude Stadhuis van Deinze met aangrenzend de Markt.
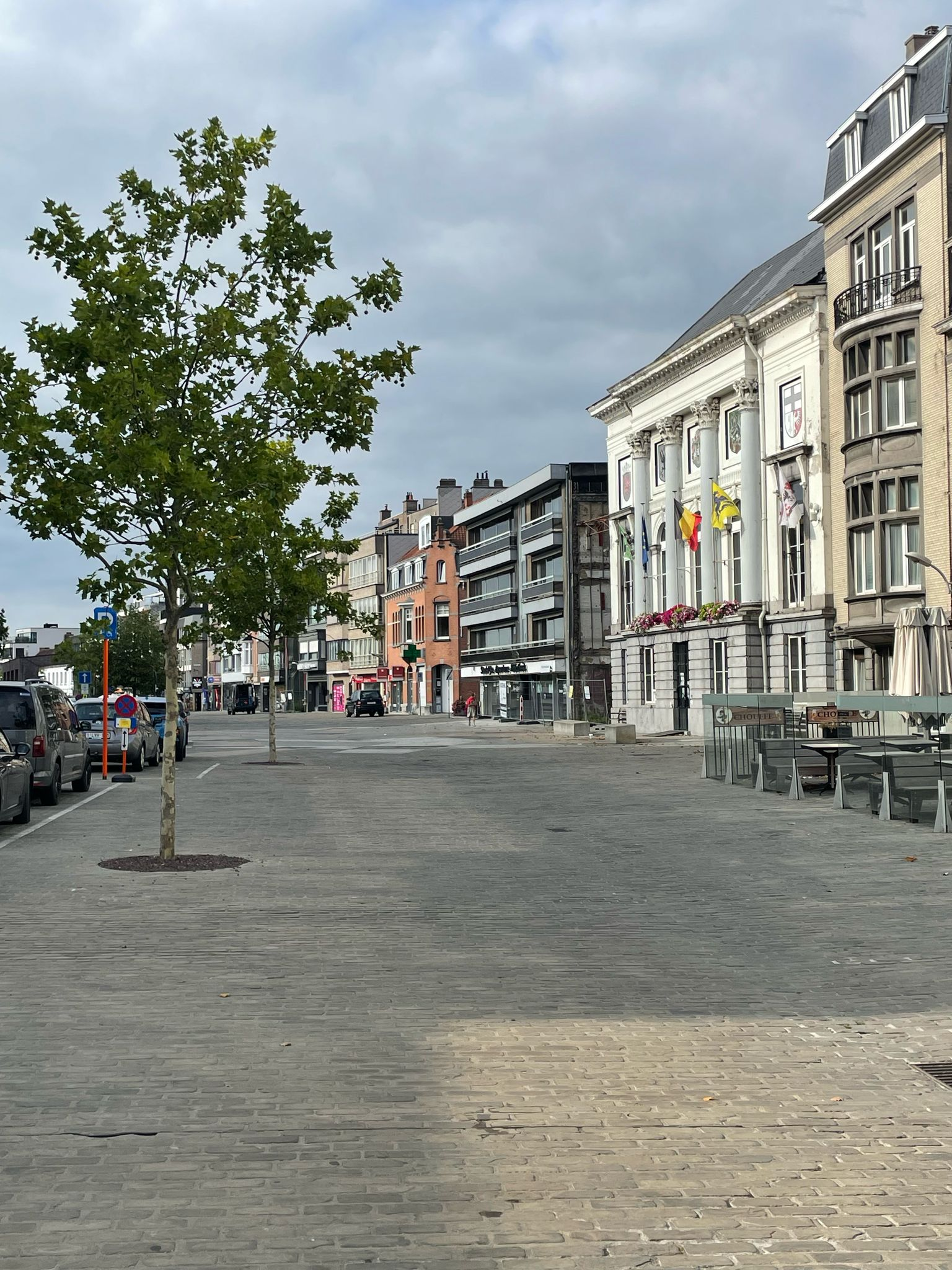
Oud Stadhuis met aangrenzend de Markt 2.
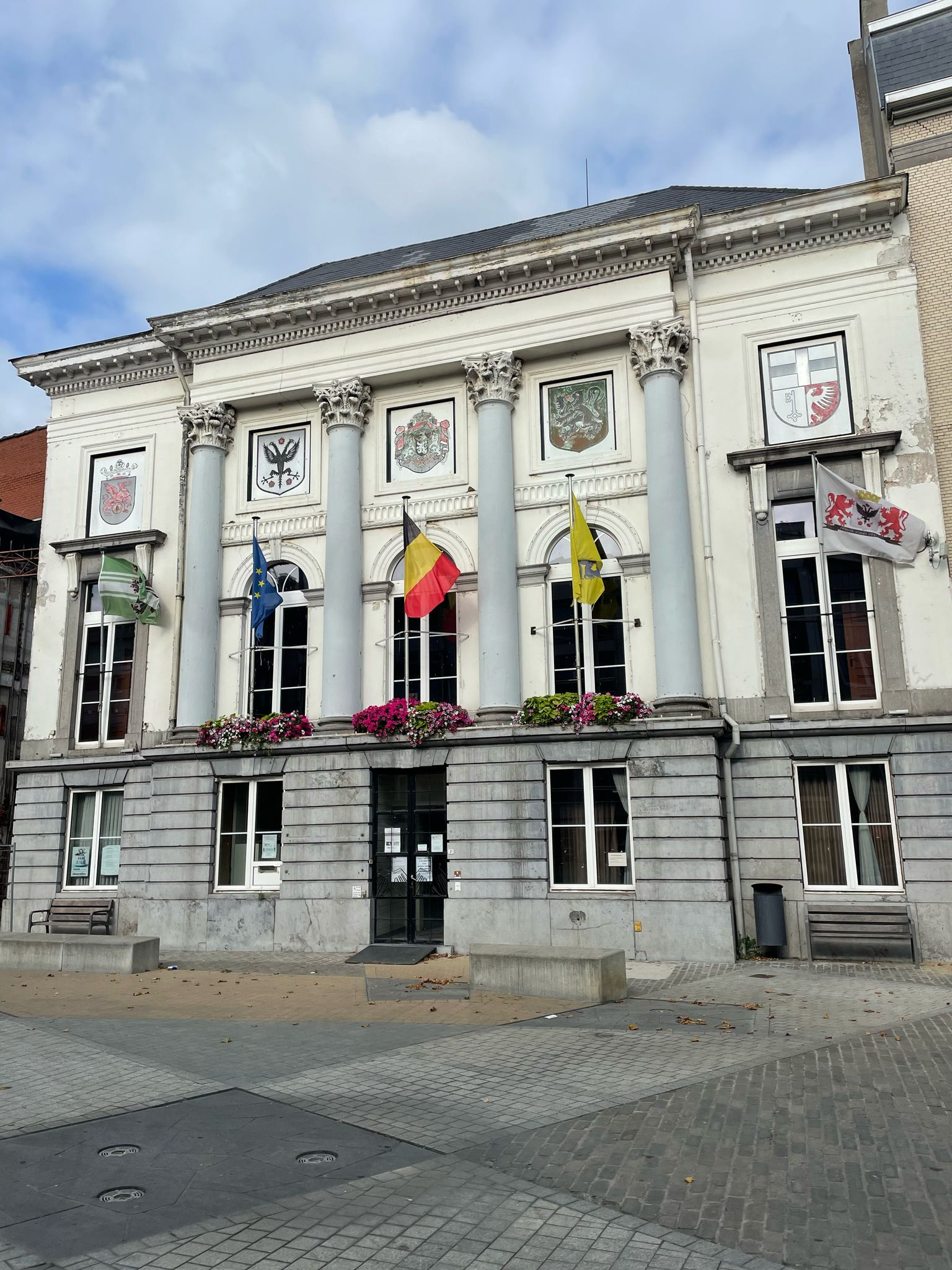
Voorkant oude Stadhuis van Deinze.